# Іванівка (Узинська міська громада)
Іва́нівка — село в Україні, в Узинській міській громаді Білоцерківського району Київської області. До 2017 року центр сільської ради. Колишні назви — Лопатинщина, Янківка. Розташоване за 30 км від районного центру м. Біла Церква. Найближча залізнична станція — Сухоліси за 18 км. Населення становить близько 970 осіб.

## Географія
Село розташоване за 30 км від районного центру м. Біла Церква. Найближча залізнична станція — Сухоліси за 18 км. Площа населеного пункту — 490 га.
Селом протікає річка Красний.

## Історія
Іванівка заснована на межі XVII—XVIII століть.
Найдавніші письмові згадки про Янківку, чи Лопатинщину (майбутнє село Іванівка), сягають другої половини XVIII століття Саме тоді село осадив Ян Лопатинський.
Як свідчать гербовники, рід Лопатинських користувався гербом Сліповрон (пол. «Slepowron»). У гербі та прапорі села Іванівка використані символи та колористика родового герба Лопатинських.
Рід Лопатинських походить із села Лопатинці на Поділлі й згадується з 1615 року. З цієї родини відомий Гіполіт Олександр Лопатинський (помер у 1747 році), який згадується серед урядовців Київського воєводства як овруцький хорунжий.
У 1786 році в селі побудована дерев'яна парафіяльна церква Різдва Пресвятої Богородиці, 5 класу.
На території знаходилась економія пана Лопатинського. Від його прізвища і походила назва села — Лопатинщина. Після смерті пана Лопатинського селом володів його син Ян. Село стало називатися Янківкою.
В цій частині Білоцерківського степу село Янківка було найбільшим після Узина. Тут був кінний завод, який належав графам Браницьким. У центрі села на великій території був базар, що збирався по понеділках. У селі нараховувалося 3522 десятини землі, із них поміщикам належало 1295 десятин, іншим — 44 десятини, церкві — 69,5 десятин, селянам — 2113 десятин.
У 1864 році Лаврентій Похилевич згадує Лопатинці у свої книзі «Сказання про населені місцевості Київської губернії»:
| «Село при річці Узка, в 3-х верстах вище від Рейментарщини. Називається також Янківкою, на ім'я Яна Лопатинского, який володів селищем. Жителів обох статей: православних 1719 і римських католиків 108. У числі жителів багато шляхти, саме до 300» Оригінальний текст (рос.) «Село при реке Узке, в 3-х верстах выше от Рейментарщины. Называется также Янковкой, по имени Яна Лопатынского, заводившего селение. Жителей обоего пола: православных 1719 и римских католиков 108. В числе жителей много шляхты, именно до 300» |
На початку XX ст. у селі було 508 дворів і 2585 жителів.
Селяни брали участь у боротьбі проти царського самодержавства. У 1905 році виступили проти панів, що жили в економії.
У 1917 році землю економії поділили між малоземельними селянами.
У цьому ж році створена сільська рада, головою якої був Пилип Кирилович Носач.
В березні 1918 році почали створюватися загони, які допомагали Червоній армії у боротьбі з німецькими союзниками УНР. Після краху кайзерівського режиму село тимчасово зайняли війська Симона Петлюри.
У червні 1920 року у селі відновив роботу сільський ревком. У цей час обов'язки голови сільської ради виконував односелець Гордій Іванович Криштопа.
У вересні 1920 року жителі села взяли активну участь у повстанні проти радянської влади. У селі знаходився штаб повстанців.
За архівними даними, 22 вересня 1920 року загін котовців під проводом голови Білоцерківського повітового ревкому Сагайдачного увірвалися в село. Були заарештовані ініціатори та учасники повстання, яких було відправлено у Сибір.
У 1929 році декілька сімей об'єдналися в ТСОЗ під назвою «Освітник України». Організатором товариства був Петро Євтухович Романчик. Згодом до ТСОЗ увійшли 127 господарств.
У 1930 році розпочалася суцільна колективізація сільського господарства. На території Іванівки утворилися три колгоспи: «Перемога», «Пролетар» та «Нова Перебудова».
У цей же час у селі розпочався процес так званого розкуркулювання заможних селян, який супроводжувався конфіскацією майна, арештами або переселенням у віддалені райони Півночі та Сибіру. Під час колективізації 40 сімей було вивезено із села.
Голодомор 1932—1933 років забрав близько 60 % населення Янківки. Підтверджуванням цього є той факт, що до 1933  рокув селі налічувалося близько 6 тис. осіб, а перед війною — лише 3 тис.
У 1937—1938 роки деякі жителі села були репресовані.

## Роди
Прізвища місцевої шляхти: Бжостовський, Богданович, Бурецький, Вержховський, Виговський, Горський, Гловацький, Зворський, Калітинський, Камінський, Карпінський, Молкевич, Паємський, Плісовецький, Попроцький, Сташкевич, Тарнавський.
Ревізькі казки однодворців Васильківського повіту 1832 рік ДАКО фонд 280, опис 2, справа 398.
Самотніх: Естржембский, Рачковский, Домбржанский всього чоловічої статі 3чол.
Посімейніх: Солошея?, Іжевскі, Сташкевич, Вечорковскі, Войцеховскі, Людвиновскі, Зиленскі, Дроздовскі, Рачевскі. всього чоловічої статі 31,  жіночої статі 25.
Дворяни 2-го розряду Васильківського повіту с. Янківки, 1834 рік ДАКО фонд 280, опис 2, справа 473.
Горські, Жілінські, Заремби, Зворські, Костржицькі, Мількевичі, Піліховські, Словіковські, Янішевські.
всього чоловічої статі 58, жіночої статі 60.
Ревізька казки 3 лютого 1854 р. ДАКО Ф. 280 оп.2 справа 1110
однодвірці: Войцеховські, Дроздовські, Демецькі, Ежевскі, Статкевич, Зелінські та Андрій Рачевський. Всього чоловіків 25, жінок 33.

## Відомі особистості
- Чужа Федір Олексійович — український літератор, журналіст.

## Також
- Перелік населених пунктів, що постраждали від Голодомору 1932—1933 (Київська область)